# 肉铺广场 (曼彻斯特)

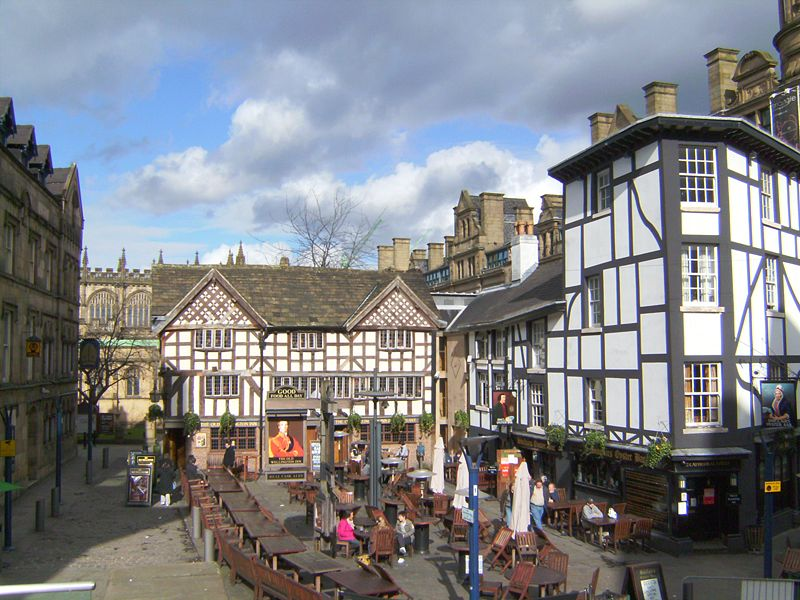
肉铺广场

肉铺广场（Shambles Square）是英国曼彻斯特的一个广场，开辟于1999年，周围是重建的老惠灵顿客栈、辛克莱尔牡蛎酒吧（Sinclair's Oyster Bar）和米特酒店（The Mitre Hotel）。

## 历史
现在是老惠灵顿客栈的建筑建于1552年，毗邻曼彻斯特的集市广场。该建筑在18世纪开设约翰·肖酒馆，曾是托利党的聚会地点 约翰·肖严守法律规定的结束时间，一旦钟声敲响八点，他会向客人大声地宣告“八点钟，绅士们，八点钟！”然后迅速清空房间。约翰·肖任店主58年，直到1796年在83岁去世。
1827年，肉铺的摊位从集市广场搬到由奥斯瓦尔德·莫斯利爵士所建的布朗街新肉铺。集市上的许多建筑物在维多利亚时代因修筑道路而拆除，其余建筑也在1940年德军大轰炸中被毁，惠灵顿客栈成为曼彻斯特市中心唯一幸存的都铎式建筑。这些建筑在1952年均列为II级登录建筑。

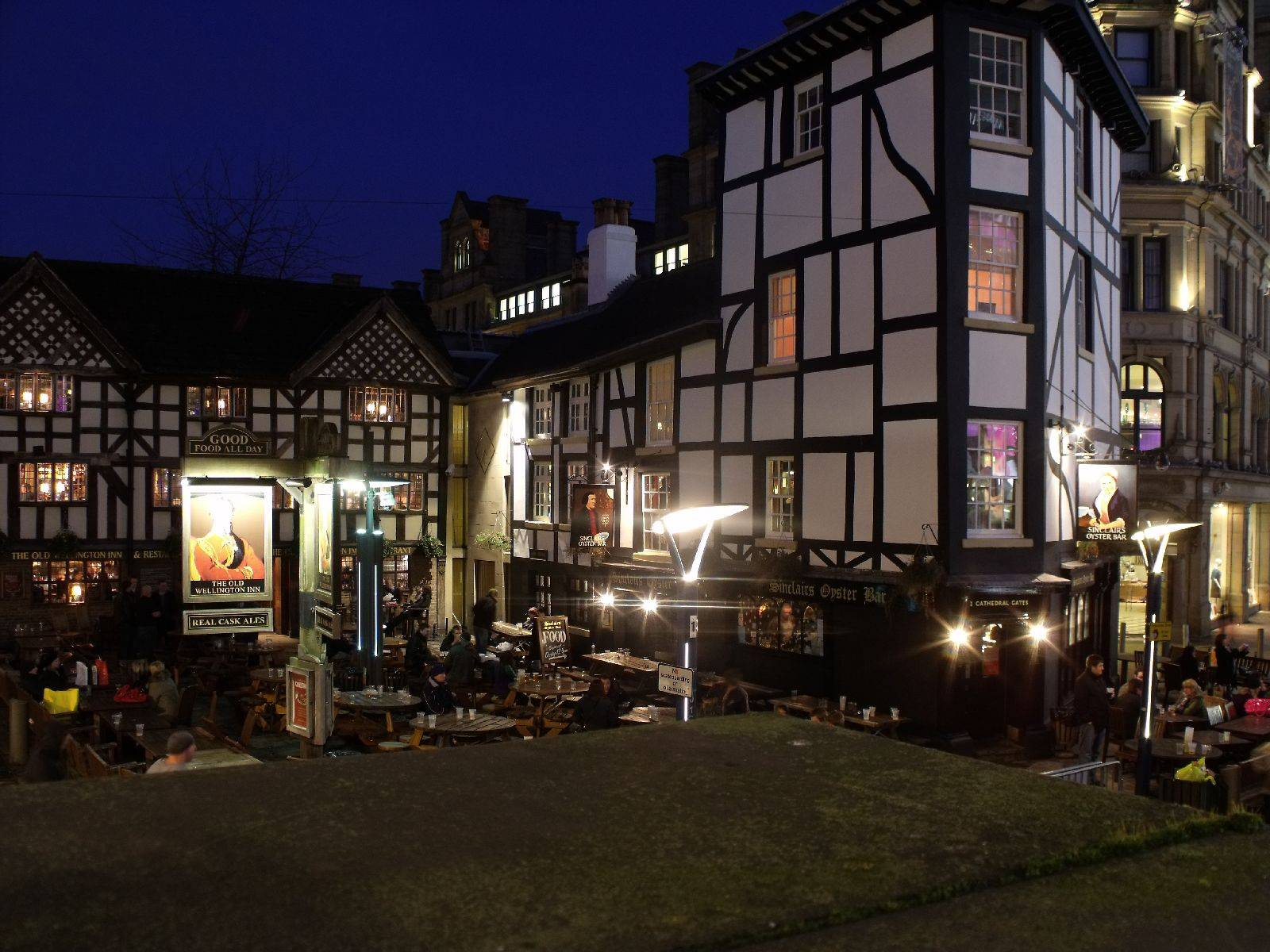
广场夜景

1974年，Shudehill和市场街之间的大部分旧房被拆除，以修建新的Arndale购物中心。1996年6月，1996年曼彻斯特爆炸案在附近的公司街发生，严重损坏了许多周围的建筑物，但肉铺广场被周围的混凝土建筑保护，只受到最小的损害。1998年，政府资助的重建发展机构英国伙伴关系、私营公司、欧洲共同体和曼彻斯特市议会提供了1200万英镑的资金，用于重建肉铺广场。 1999年，这些建筑向北移动了300米到现在的位置，靠近曼彻斯特座堂。老惠灵顿客栈和辛克莱尔重建，彼此呈90度，并通过石头结合在一起，构成新的肉铺广场的两个面。 广场的第三面是米特酒店。